# Rendre à César ce qui est à César

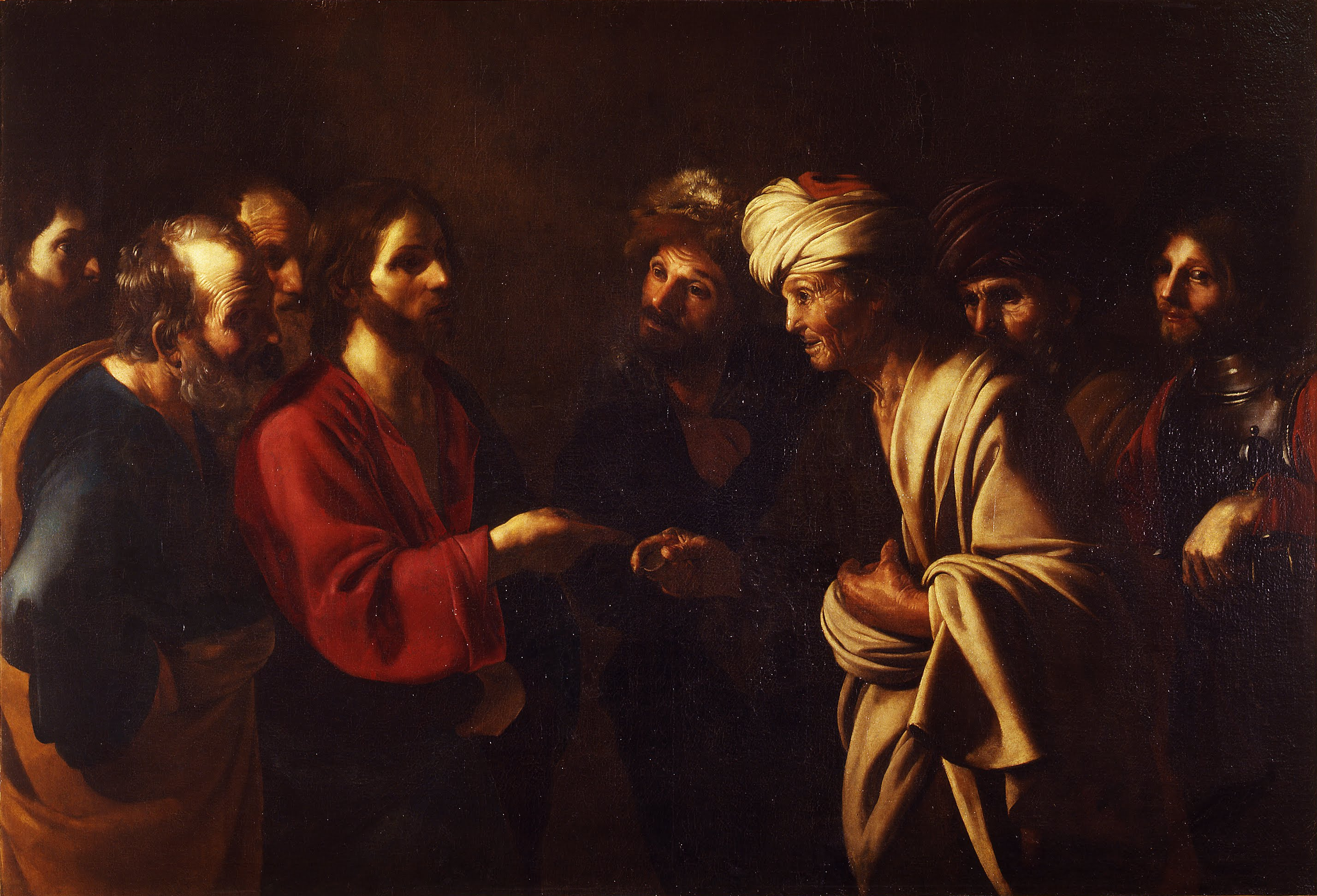
Le Tribut à César, par Bartolomeo Manfredi
(v. 1610), galerie des Offices, Florence.

Rendre à César ce qui est à César ou ce qui appartient à César est une expression qui renvoie à la phrase biblique « Rendez à César ce qui est à César, et à Dieu ce qui est à Dieu » (en grec ancien : Ἀπόδοτε οὖν τὰ Καίσαρος Καίσαρι καὶ τὰ τοῦ Θεοῦ τῷ Θεῷ, Apodoté oun ta Kaisaros Kaisari kai ta tou Theou tô Theô). Cette phrase se trouve dans les trois Évangiles synoptiques : Marc 12,17, Matthieu 22,21 et Luc 20,25. Elle est attribuée à Jésus répondant à une question des pharisiens, partisans d'une stricte observance de la loi juive. 

## Domaine religieux

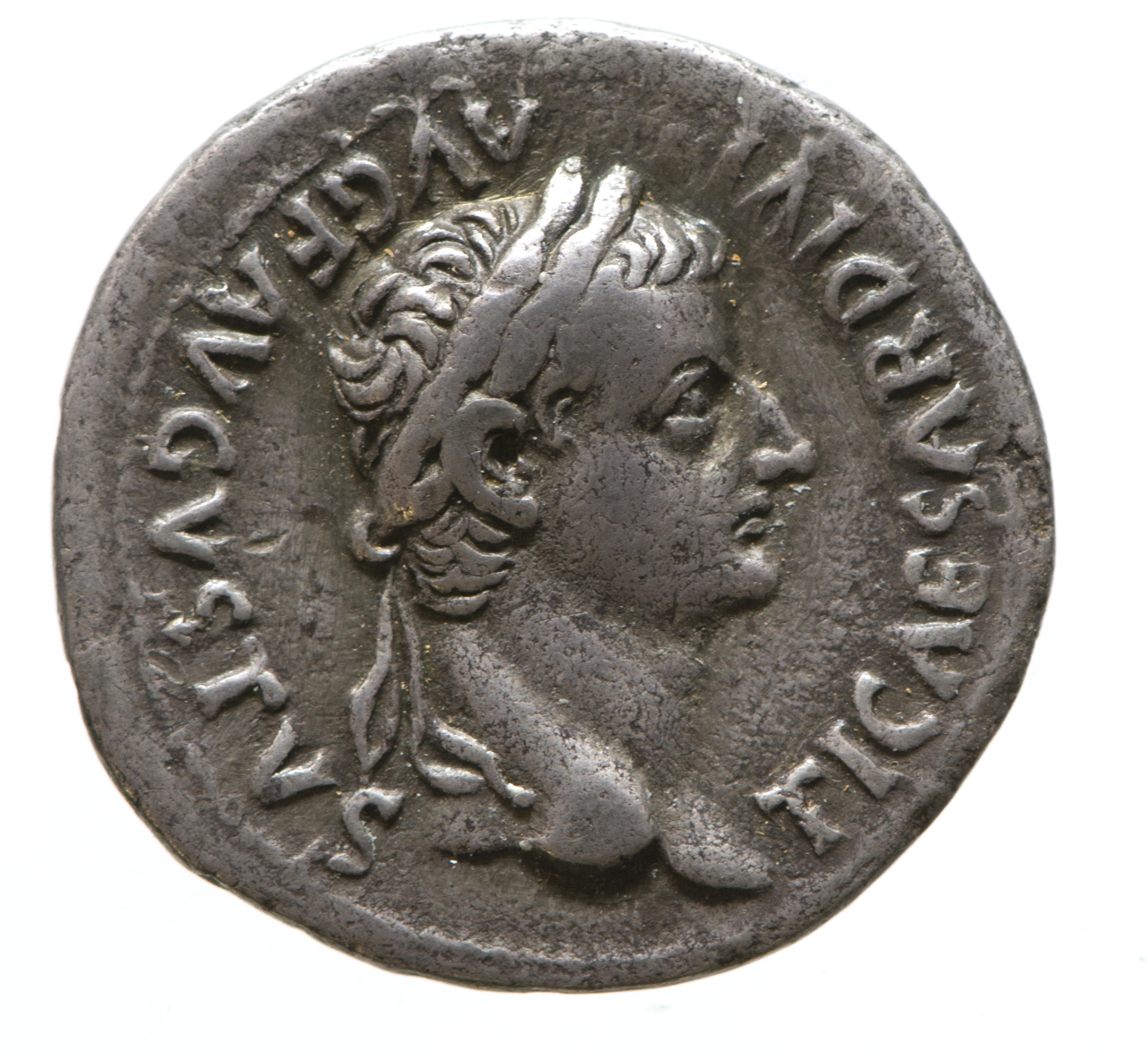
Denier à l'effigie de Tibère, portant la mention "TI CAESAR DIVI AVG F AVGVSTVS".

La scène est rapportée trois fois dans le Nouveau Testament. Elle figure dans l'Évangile selon Marc (Mc 12:13-17) et la même péricope est reprise avec quelques variantes en Matthieu 22:15-22 et Luc 20:20-26. Des envoyés des pharisiens et des sanhédrites tentent de piéger Jésus en lui demandant s'il faut ou non payer l'impôt à l'empereur romain. Jésus les qualifie d'« hypocrites », puis leur demande de montrer une des pièces servant à payer l'impôt et de lui dire qui y est représenté. Ils répondent qu'il s'agit de César, c'est-à-dire Tibère, qui portait le surnom de « Caesar », comme tous les empereurs romains. Jésus leur répond alors : « Rendez à César ce qui est à César, et à Dieu ce qui est à Dieu. »
Selon Axelle Partaix, « Rendre à César » signifie donc rendre à l’État, à la puissance qui gouverne le pays.

## Domaine politique
Ce passage s'applique aux relations entre la religion et le domaine politique, notamment sur les questions de la séparation de l'Église et de l'État et de la résistance à l'impôt.

### Séparation de l'Église et de l'État
Tertullien, dans De Idololatria, interprète Jésus comme disant de rendre « l'image de César, qui est sur la pièce de monnaie, à César, et l'image de Dieu, qui est sur l'homme, à Dieu ; de manière à rendre à César en effet l'argent, à Dieu lui-même. Autrement, qu'est-ce qui sera à Dieu, si tout est à César ? ».
Selon Axelle Partaix, séparation n’est pas divergence. Elle explique que Jean Paul II avait rappelé dans une lettre aux évêques de France, « le principe de laïcité, auquel votre pays est très attaché, s’il est bien compris, appartient aussi à la Doctrine sociale de l’Église. Il rappelle la nécessité d’une juste séparation des pouvoirs […], qui fait écho à l’invitation du Christ à ses disciples […]. Pour sa part, la non-confessionnalité de l’État, qui est une non-immixtion du pouvoir civil dans la vie de l’Église et des différentes religions, comme dans la sphère du spirituel, permet que toutes les composantes de la société travaillent ensemble au service de tous et de la communauté nationale ».
Selon le père Nicolas de Boccard, « Rendez à César ce qui est à César et à Dieu ce qui est à Dieu » demande à chacun d’entre nous de respecter le pouvoir temporel – avec ses règles ; mais aussi d’exiger de l’État de permettre le libre exercice du culte et rendre à Dieu ce qui lui est dû.

### Le respect des obligations légales et des autorités
Gandhi, qui partageait ce point de vue, a écrit : « Jésus a éludé la question directe qui lui était posée parce que c'était un piège. Il n'était en aucun cas tenu d'y répondre. Il a donc demandé à voir la pièce pour les impôts. Puis il dit avec un mépris méprisant : « Comment pouvez-vous, vous qui faites le trafic des pièces de César et qui recevez ainsi ce que vous considérez comme des avantages de la domination de César, refuser de payer les impôts ? » Toute la prédication et la pratique de Jésus pointent indubitablement vers la non-coopération, qui inclut nécessairement le non-paiement des impôts,,. »

### La résistance aux impôts
Le pasteur mennonite John K. Stoner s'est fait le porte-parole de ceux qui interprètent la parabole comme autorisant ou même encourageant la résistance à l'impôt : « Nous sommes des résistants à l'impôt de guerre parce que nous avons découvert un certain doute sur ce qui appartient à César et ce qui appartient à Dieu, et nous avons décidé de donner le bénéfice du doute à Dieu. »

## Domaine artistique
De nombreux peintres et graveurs, notamment des écoles italienne et flamande, ont représenté cette scène sous le titre de Tribut à César ou Tribut de César. On peut citer Valentin de Boulogne, Andrea del Sarto, Bartolomeo Manfredi, Bernardo Strozzi, le Titien, van Dyck, Rubens, Gustave Doré ou James Tissot.